# معاملة المثليين في سورينام
قد يواجه الأشخاص من المثليين والمثليات ومزدوجي التوجه الجنسي والمتحولين جنسياً (اختصاراً: LGBT) في سورينام تحديات قانونية لا يواجهها غيرهم من المغايرين جنسيا. يعتبر النشاط الجنسي المثلي بين الرجال وبين النساء قانونيا في سورينام. منذ عام 2015، تم حظر خطاب الكراهية والتمييز في التوظيف وتوفير السلع والخدمات على أساس التوجه الجنسي في البلاد. يعتبر زواج المثليين والاتحادات المدنية غير قانونيين. ومع ذلك، فإن سورينام ملزمة قانونًا بحكم محكمة الدول الأمريكية لحقوق الإنسان الصادر في يناير 2018، والذي ينص على أن زواج المثليين هو حق من حقوق الإنسان تحميه الاتفاقية الأمريكية لحقوق الإنسان.
في حين تميل المثلية الجنسية إلى اعتباره موضوعًا محرماً، فقد بدأت المواقف العامة بالتغير ببطء في السنوات الأخيرة.

## قانونية النشاط الجنسي المثلي
أصبح النشاط الجنسي المثلي قانونيًا في سورينام منذ عام 1869. تبلغ السن القانونية للنشاط الجنسي المغاير 16 عامًا، بينما السن القانونية للنشاط الجنسي المثلي 18 عامًا.

## الاعتراف العلاقات الجنسية المثلية

الاعتراف القانوني بالعلاقات المثلية في أمريكا الجنوبية
زواج المثليين
توفر شكل آخر من أشكال الاعتراف القانوني
لا اعتراف
حظر دستوري على زواج المثليين، عبر تقييد تعريف الزواج في الدستور إلى اتحاد بين رجل وامرأءة فقط
المثلية الجنسية غير قانونية

يعتبر زواج المثليين والاتحادات المدنية غير قانونيين في سورينام.

## الحماية من التمييز
في مارس/آذار 2015، استحدثت الحكومة تشريعات حول خطاب الكراهية تتضمن التوجه الجنسي كسبب لشكاوى عدم التمييز. على وجه التحديد، تم تحديث المواد 175 و 175 أ و 176 من قانون العقوبات السورينامي لتشمل التوجه الجنسي. يمكن أن يؤدي انتهاك هذا القانون إلى عقوبة السجن لمدة تصل إلى سنة واحدة أو غرامة. بالإضافة إلى ذلك، تحظر المادتان 176 ج و 500 أ التمييز على أساس التوجه الجنسي في التوظيف وتوفير السلع والخدمات. على الرغم من التشريعات الوقائية، لا يزال مجتمع المثليين يواجهون تمييزًا من الحكومة والمجتمع. في عام 2014، استبعدت الحكومة صراحةً مجتمع المثليين من قانون الضمان الاجتماعي. وفقا لوزارة الخارجية الأمريكية تحدث بعض أعضاء البرلمان ونائب الرئيس آنذاك علنًا ضد المثليين وقارنوا المثلية الجنسية بـ «المرض» وقاموا بالتحريض على الكراهية والعنف. بالإضافة إلى ذلك، في عام 2015، كانت هناك تقارير عن التمييز المجتمعي ضد مجتمع المثليين في مجالات التوظيف والسكن.

## الهوية الجنسية والتعبير عنها
في يناير/كانون الثاني 2017، منح قاض لامرأة متحولة جنسياً الحق في تغيير جنسها رسميًا مع المكتب المركزي للشؤون المدنية وأمر السجل بتغيير تسجيلها رسميًا لتعكس وضعها المعدل. أشارت رابطة الكنائس الخمسينية في سورينام وجمعية سورينام الإسلامية، التي احتجت على الحق في الاعتراف بتغيير الجنس وتعارضه، إلى أنها «ستقبل الحكم». في فبراير 2017، استأنف المكتب المركزي للشؤون المدنية قرار الحكم رسمياً.

## حراك حقوق المثليين في سورينام
جرت أول مسيرة عامة لحقوق المثليين في سورينام في 11 أكتوبر 2011 وهو اليوم الوطني للإفصاح عن التوجه الجنسي (بالإنجليزية: National Coming Out Day)‏،
(بالهولندية: Nationale kom-uit-de-kastdag) في العاصمة باراماريبو، بعد تعليقات روني أسابينا ضد المثلية الجنسية في يونيو. حضر الحدث عضوان من الجمعية الوطنية، ومنهم هاريش مونوراث. تم تنظيمها جزئيًا بواسطة منظمة «رجال سورينام المتحدون» (بالإنجليزية: Suriname Men United)‏، وهي أكبر منظمة للرجال المثليين في البلاد.
تتضمن منظمات المثليين الأخرى باريا (بالإنجليزية: PAREA)‏ و«إل جي بي تي بلاتفورم سورينام» (بالإنجليزية: LGBT Platform Suriname)‏. ينشط كلاهما في زيادة الوعي بمجتمع الملييين، وتنظيم حلقات دراسية مع قوة الشرطة بشأن الاعتراف بمناهضة العنف ضد المثليين، والضغط من أجل الاعتراف القانوني بالعلاقات المثلية.
في أواخر عام 2016، نظمت وزيرة العدل جنيفر فان دييك - سيلوس عدة جلسات استماع عامة بالتعاون مع المجتمع المدني في سورينام لمناقشة توسيع حقوق المثليين.

## الرأي العام
أظهر استطلاع للرأي عام 2010 أجرته جامعة فاندربيلت أن 20.3% من سكان سورينام يؤيدون زواج المثليين.
نشرت بلانيت روميو، وهي شبكة اجتماعية للمثليين، أول مؤشر السعادة للمثليين (GHI) في شهر مايو من عام 2015. وسُئل الرجال المثليون من أكثر من 120 دولة حول شعورهم حيال نظرة مجتمعاتهم للمثلية الجنسية، وكيف يواجهون الطريقة التي يُعاملون بها من قبل أشخاص آخرين ومدى رضاهم عن حياتهم. احتلت سورينام المرتبة 46 مع نتيجة بلغت 48 على مؤشر السعادة.

## ملخص
| قانونية النشاط الجنسي المثلي                                                                  | (منذ عام 1869)                      |
| المساواة في السن القانوني للنشاط الجنسي                                                       | No                                  |
| قوانين مكافحة التمييز في التوظيف                                                              | (منذ عام 2015)                      |
| قوانين مكافحة التمييز في توفير السلع والخدمات                                                 | (منذ عام 2015)                      |
| قوانين مكافحة التمييز في جميع المجالات الأخرى (تتضمن التمييز غير المباشر، خطاب الكراهية)      | (منذ عام 2015)                      |
| قوانين مكافحة أشكال التمييز المعنية بالهوية الجندرية                                          | No                                  |
| قوانين خطاب الكراهية يشمل التوجه الجنسي                                                       | (منذ عام 2015)                      |
| زواج المثليين                                                                                 | No                                  |
| الاعتراف القانوني بالعلاقات المثلية                                                           | No                                  |
| تبني أحد الشريكين للطفل البيولوجي للشريك الآخر                                                | No                                  |
| التبني المشترك للأزواج المثليين                                                               | No                                  |
| يسمح للمثليين والمثليات ومزدوجي التوجه الجنسي والمتحولين جنسيا بالخدمة علناً في القوات المسلحة |                                     |
| الحق بتغيير الجنس القانوني                                                                    | (قرار المحكمة معلق)                 |
| علاج التحويل محظور على القاصرين                                                               | No                                  |
| الحصول على أطفال أنابيب للمثليات                                                              | No                                  |
| الأمومة التلقائية للطفل بعد الولادة                                                           | No                                  |
| تأجير الأرحام التجاري للأزواج المثليين من الذكور                                              | (غير قانوني للأزواج المغايرين كذلك) |
| السماح للرجال الذين مارسوا الجنس الشرجي التبرع بالدم                                          |                                     |